# SV Wilhelmsburg
SV Wilhelmsburg is een Duitse sportclub uit het Hamburgse stadsdeel Wilhelmsburg. De club ontstond 2003 door een fusie tussen TV Jahn 1895, Wilhelmsburger SV 93 en TSC Viktoria Wilhelmsburg-Veddel. De club is actief in onder andere aerobics, atletiek, badminton, ballet, basketbal, boksen, gymnastiek, handbal, judo, tafeltennis, turnen, voetbal, volleybal, vuistbal en zwemmen. De club telt ongeveer 1500 leden.

## Eindklasseringen vanaf 2004
| Seizoen | Competitie              | Niveau | Eindstand | DFB Pokal | Opmerking                       |
| ------- | ----------------------- | ------ | --------- | --------- | ------------------------------- |
| 2003/04 | Landesliga Hammonia     | VI     | 10        | --        |                                 |
| 2004/05 | Landesliga Hammonia     | VI     | 5         | --        |                                 |
| 2005/06 | Landesliga Hammonia     | VI     | 11        | --        |                                 |
| 2006/07 | Landesliga Hammonia     | VI     | 8         | --        |                                 |
| 2007/08 | Landesliga Hammonia     | VI     | 12        | --        |                                 |
| 2008/09 | Landesliga Hammonia     | VI     | 15        | --        |                                 |
| 2009/10 | Bezirksliga Hamburg-Süd | VII    | 2         | --        | 3e in promotieserie met 4 clubs |
| 2010/11 | Bezirksliga Hamburg-Süd | VII    | 4         | --        |                                 |
| 2011/12 | Bezirksliga Hamburg-Süd | VII    | 10        | --        |                                 |
| 2012/13 | Bezirksliga Hamburg-Süd | VII    | 2         | --        | 2e in promotieserie met 4 clubs |
| 2013/14 | Landesliga Hammonia     | VI     | 14        | --        |                                 |
| 2014/15 | Bezirksliga Hamburg-Süd | VII    | 3         | --        |                                 |
| 2015/16 | Bezirksliga Hamburg-Süd | VII    | 6         | --        |                                 |
| 2016/17 | Bezirksliga Hamburg-Süd | VII    | 4         | --        |                                 |
| 2017/18 | Bezirksliga Hamburg-Süd | VII    | 13        | --        |                                 |
| 2018/19 | Bezirksliga Hamburg-Süd | VII    | 5         | --        |                                 |
| 2019/20 | Bezirksliga Hamburg-Süd | VII    |           | --        |                                 |